# Castelo de Gottorf
O Castelo de Gottorf é um castelo localizado na cidade de Schleswig, Schleswig-Holstein, na Alemanha. É a casa ancestral do ramo Holstein-Gottorp da Casa de Oldemburgo. Ele está situado em uma ilha no Schlei, a cerca de 40 km do Mar Báltico.